# Bruisende drank
Bruisende drank of Sprankelend blauwzuur (Engels: Sparkling Cyanide of Remembered Death) is een detective- en misdaadroman uit 1945 van de Britse schrijfster Agatha Christie. Het verhaal is een verlengde versie van het kortverhaal The Yellow Iris uit juli 1937 waar oorspronkelijk Hercule Poirot de hoofdrol had.
Het verhaal verscheen initieel onder de naam Remembered Death in het Amerikaanse magazine The Saturday Evening Post in acht delen van 15 juli (volume 216, nr.3) tot 2 september 1944 (volume 217, nr.10) met illustraties van Hy Rubin en in sterk verkorte versie in 18 delen in het Britse dagblad Daily Express van 9 juli tot 29 juli 1945. Het boek werd in februari 1945 voor het eerst gepubliceerd onder de naam Remembered Death door Dodd, Mead and Company in de Verenigde Staten en onder de originele naam door de Collins Crime Club in Groot-Brittannië in december datzelfde jaar. De Nederlandstalige versie werd uitgebracht in 1950 door Luitingh-Sijthoff.

## Verhaal
Op 2 november sterft Rosemary Barton tijdens een etentje in een restaurant door vergiftiging met cyanide. Haar dood wordt aanzien als zelfmoord. Zes maanden na haar dood krijgt haar echtgenoot George anonieme brieven waarin wordt beweerd dat Rosemary vermoord werd. George besluit een jaar na haar dood om het gezelschap opnieuw bijeen te roepen voor een etentje. George wordt ook vergiftigd en sterft en weer vermoed men zelfmoord. Maar George had zijn plannen aan zijn vriend kolonel Race uitgelegd en deze stelt een onderzoek in. Al gauw blijkt dat het vergif niet bedoeld was voor George maar voor Iris, de jongere zus van Rosemary die haar fortuin geërfd heeft.

## Adaptaties
- Het verhaal werd een eerste maal verfilmd in 1983 als televisiefilm onder de naam  Sparkling Cyanide door CBS.[2]
- Het verhaal werd een tweede maal verfilmd in 2003 als televisiefilm onder de naam  Sparkling Cyanide door ITV, losjes gebaseerd op het oorspronkelijke verhaal.[3]
- Het verhaal werd als driedelig radiohoorspel uitgebracht door BBC Radio 4 in 2012.
- Het verhaal Meurtre au champagne van seizoen 2 van de Franse televisieserie Les Petits Meurtres d'Agatha Christie (2013-2016) is gebaseerd op het boek.